# Wil Williamski
Wil Williamski – australijski judoka.
Uczestnik mistrzostw świata w 1975. Brązowy medalista mistrzostw Oceanii w 1975. Mistrz Australii w 1975 roku.